# Etagehår
Etagehår (eller etageklippet hår) er en frisure, hvor håret er klippet, så det falder i forskellige længder.